# 메이저 영화사
미국의 영화계를 대표하는 할리우드에서는 영화 산업에 배급과 제작에 있어서 강력한 영향력을 행사한다는 의미로 "할리우드 메이저 5대 영화사"라는 표현을 사용한다. 메이저 6대 영화사(20세기 폭스 포함)의 지난 20여년 간 북미 시장 점유율은 77% 이상이며, 각 영화사들은 각각 평균 10% 이상을 점유하고 있다.
로스앤젤레스 할리우드 지역에 기반을 둔 이러한 메이저급 6대 영화사를 영화계에서는 "빅식스(Big Six)"라고도 부른다. 빅식스는 북미 시장에 대한 영향력을 기반으로 전세계 영화시장을 주도하고 있다. 2019년 3월 20일부로 기존의 메이저 영화사 중 하나였던 20세기 폭스가 월트 디즈니 픽처스에게 인수 합병됨으로써 메이저 영화사가 6개에서 5개로 감소하였다.

## 역사
1920년을 전후해서 시작된 미국의 영화산업은 1948년을 기점으로 과도하게 성장하였다. 1938년 시작된 10년간의 소송은 1948년 미국 연방 대법원의  파라마운트 판결(Paramount decree)로 최종소비자 유통망인 극장사업의 독과점 제한으로 할리우드 메이저 영화사들의 입지를 규제했다.
이러한 역경과 엎친데 덮친격으로 1950년대에 각 개인가정에 보급되기 시작한 텔레비전 문화는 심각한 타격을 할리우드 메이저 영화사들에게 안겨주었다.
그러나 극장 사업에서의 철수 및 포기는 극장에 대한 전국적이고 체계적인 광고와 배급에 의한 무형의 통제로 불리는 배급시스템을 공고히 하게 되는 계기가 되었고, 텔레비전 방송사나 독립 영화 제작사에게 자신들의 기존의 자산인 스튜디오 임대 등의 사업으로 전환에 성공함으로써 배급권과 더불어  문화콘텐츠제작이라 불리는 특이한 "규모의 경제"를 구현하게 되는데 이는 할리우드 메이저 영화사들이
최종 사용자 뿐만 아니라 자신들을 소유하는 거대 미디어 지주회사로부터 자신들을 구별해주는 유효하고 적절한 생존도구가 되어주었다.

## 현황
| 스튜디오             | 지주회사                         | 설립년도 | 주요 관련회사 | 2019           |
| -------------------- | -------------------------------- | -------- | --- | -------------- |
| 월트 디즈니 픽처스   | 월트 디즈니 컴퍼니               | 1923     | 월트 디즈니 스튜디오스 모션 픽처스, 폭스 스튜디오, 루카스 필름, 마블 엔터테인먼트, 픽사 애니메이션 스튜디오스, 터치스톤 픽처스 | 33.15%(+4.36%) |
| 워너 브라더스 픽처스 | AT&T(타임워너)                   | 1923     | 뉴라인 시네마, 캐슬 록 엔터테인먼트, DC코믹스                                                                                  | 13.91%         |
| 컬럼비아 픽처스      | 소니(소니 픽처스 모션 픽처 그룹) | 1924     | 트라이스타 픽처스, 퍼니메이션, 소니 픽처스 애니메이션, 소니 픽처스 이미지워크스, 마블 시네마틱 유니버스(MCU)의 일부            | 12.18%         |
| 유니버설 스튜디오    | 컴캐스트                         | 1912     | 드림웍스, 포커스 피처스, 마블 시네마틱 유니버스(MCU)의 일부                                                                    | 11.55 %        |
| 파라마운트 픽쳐스    | 바이어컴CBS                      | 1912     | 니켈로디언 애니메이션, 니켈로디언 무비스, 스카이댄스 미디어, 파라마운트 애니메이션                                             | 4.99%          |

## 같이 보기
- 스튜디오 시스템
- 스타 시스템
- 박스오피스
- 배급 시스템

## 참고
- (할리우드 스튜디오 시스템과 영화학교)http://weekly1.chosun.com/site/data/html_dir/2007/02/28/2007022800549.html 보관됨 2020-10-21 - 웨이백 머신